# Zach Cherry
Zach Cherry (Trenton, New Jersey, 1987. november 1. –) amerikai színész, humorista.
Főként az Apple TV+ Különválás és az Amazon Prime Fallout című sorozataiból ismert.
A Marvel Studios Pókember: Hazatérés (2017) és Shang-Chi és a tíz gyűrű legendája (2021) című szuperhősfilmjeiben egy Klev nevű szereplőt alakított.

## Magánélete
2022-ben vette feleségül Anabella Cherryt, Brooklynban élnek. 
Lelkes videójátékos, 2020 óta vegetáriánus életmódot követ.

## Filmográfia

### Film
| Év   | Magyar cím                         | Eredeti cím                               | Szerep                         | Magyar hang |
| ---- | ---------------------------------- | ----------------------------------------- | ------------------------------ | ----------- |
| 2017 | Rögtönzött szerelem                | The Big Sick                              | partivendég                    |             |
| 2017 | Pókember: Hazatérés                | Spider-Man: Homecoming                    | Klev                           | Elek Ferenc |
| 2018 |                                    | An Evening with Beverly Luff Linn         | Tyrone Paris                   |             |
| 2018 |                                    | Irreplaceable You                         | Jim                            |             |
| 2018 | Tébolyult                          | Unsane                                    | Denis                          | Láng Balázs |
| 2019 | Hát nem romantikus?                | Isn't It Romantic                         | munkatárs                      |             |
| 2020 |                                    | Drunk Bus                                 | Josh (stáblistán nem szerepel) |             |
| 2021 | Shang-Chi és a tíz gyűrű legendája | Shang-Chi and the Legend of the Ten Rings | Klev                           | Rada Bálint |
| 2023 | Megbántottál                       | You Hurt My Feelings                      | Jim                            |             |

### Televízió
| Év        | Magyar cím                              | Eredeti cím                           | Szerep               | Megjegyzések                                    |
| --------- | --------------------------------------- | ------------------------------------- | -------------------- | ----------------------------------------------- |
| 2015      |                                         | High Maintenance                      | cukorbeteg férfi     | 1 epizód                                        |
| 2015      |                                         | Broad City                            | nézelődő             | 1 epizód                                        |
| 2016      |                                         | Horace and Pete                       | hipszter             | minisorozat (1 epizód)                          |
| 2016      | A megtörhetetlen Kimmy Schmidt          | Unbreakable Kimmy Schmidt             | adminisztrátor       | 1 epizód                                        |
| 2016      |                                         | The Jim Gaffigan Show                 | humorista            | 1 epizód                                        |
| 2016      |                                         | Search Party                          | Duncan               | 3 epizód                                        |
| 2017–2019 | Megborulva                              | Crashing                              | Kevin Woods          | 8 epizód                                        |
| 2018      | Válás                                   | Divorce                               | ismeretlen szerep    | 1 epizód                                        |
| 2018      |                                         | The Chris Gethard Show                | Roger                | 1 epizód                                        |
| 2018      |                                         | The Special Without Brett Davis       | Ethan                | 1 epizód                                        |
| 2018      | Te                                      | You                                   | Ethan Russell        | - 9 epizód - magyar hangja: - Elek Ferenc       |
| 2018      |                                         | I Feel Bad                            | Norman               | 13 epizód                                       |
| 2018–2020 | Mesés elnökünk                          | Our Cartoon President                 | több szereplő hangja | 22 epizód                                       |
| 2019      | A varázslók                             | The Magicians                         | Frankie Gallo        | 1 epizód                                        |
| 2019      | Utódlás                                 | Succession                            | Brian                | 1 epizód                                        |
| 2019      | Az élet önmagammal                      | Living with Yourself                  | Hugh                 | - 4 epizód - magyar hangja: - Pálmai Szabolcs   |
| 2019      | A Rezidens                              | The Resident                          | Marcus Broome        | 1 epizód                                        |
| 2020      |                                         | Most Dangerous Game                   | Looger               | 10 epizód                                       |
| 2020      |                                         | The Last O.G.                         | Miles                | 4 epizód                                        |
| 2020–2022 |                                         | Duncanville                           | Wolf (hangja)        | 35 epizód                                       |
| 2021      |                                         | Helpsters                             | Trophy Todd          | 1 epizód                                        |
| 2021      | John Oliver-show az elmúlt hét híreiről | Last Week Tonight with John Oliver    | alkalmazott          | 1 epizód                                        |
| 2022–     | Különválás                              | Severance                             | Dylan George         | főszereplő                                      |
| 2022–     |                                         | The Great American Baking Show        | önmaga (házigazda)   | 12 epizód                                       |
| 2023      |                                         | Star Trek: Lower Decks                | Ensign Amadou        | 1 epizód                                        |
| 2024      | Fallout                                 | Fallout                               | Woody Thomas         | - 5 epizód - magyar hangja: - Elek Ferenc       |
| 2025      | A barátságos és közkedvelt Pókember     | Your Friendly Neighborhood Spider-Man | Klev (hangja)        | - 1 epizód - magyar hangja: - Majorfalvi Bálint |

## Fordítás
- Ez a szócikk részben vagy egészben  a   Zach Cherry című angol Wikipédia-szócikk ezen változatának fordításán alapul.  Az eredeti cikk szerkesztőit annak laptörténete sorolja fel. Ez a jelzés csupán a megfogalmazás eredetét és a szerzői jogokat jelzi, nem szolgál a cikkben szereplő információk forrásmegjelöléseként.